# Мерзляки (Пермский край)
Мерзляки — деревня в Оханском городском округе Пермского края России.

## Географическое положение
Деревня расположена на расстоянии примерно 7 километров по прямой на юго-запад от села Таборы.

## История
Деревня известна с 1850 года как починок Мерзляковых. С 2006 по 2018 год входила в состав Таборского сельского поселения Оханского района. После упразднения обоих муниципальных образований стала рядовым населённым пунктом Оханского городского округа.

## Существующее положение
Действует ФКУ Колония-поселение № 39 ГУФСИН России по Пермскому краю. Большинство заключенных здесь — это виновники ДТП. Осуждены по статье «Нарушение Правил дорожного движения». На втором месте здесь по популярности — езда в пьяном виде. Третье место — неуплата алиментов.

## Климат
Климат умеренно континентальный. Наиболее тёплым месяцем является июль, средняя максимальная температура которого 24,8 °C, а самым холодным январь со среднемесячной температурой −17,3 °C. Среднегодовая температура 2,1 °C.

## Население
Постоянное население составляло 509 человек (88 % русские) в 2002 году, 561 человек в 2010 году.